# Edward Looman Reed
Prfo. Dr. Edward Looman Reed ( 1878 - 1946 ) fue un botánico estadounidense. Accedió hasta profesor titular de Botánica, de la Texas Technical College.
Obtuvo su Ph.D de la universidad de Chicago, en 1908.

## Algunas publicaciones
- 1922. Extra-floral nectar glands of Ricinus communis . Ed. University of Chicago (Dept. of botany). 5 pp.
- 1930. Vegetation of the Playa lakes in the Staked Plains of western Texas. 4 pp.
- 1936. Ephedra coryi. Volumen 63 de Bulletin of the Torrey Botanical Club. 3 pp.

### Libros
- 1917. Meadow vegetation in the montane region of northern Colorado. Volumen 44 de Bulletin of the Torrey Botanical Club. 13 pp.
- 1924. Anatomy, embryology, and ecology of arachis hupogea. Contributions from the Hull Botanical Laboratory 325. 22 pp. + planchas V, VI, y nueve figuras
- 1935. A new species of Ephedra from Western Texas. Volumen 62 de Bulletin of the Torrey Botanical Club. 43 pp.

- La abreviatura «E.L.Reed» se emplea para indicar a Edward Looman Reed como autoridad en la descripción y clasificación científica de los vegetales.[1]

- «Edward Looman Reed». Índice Internacional de Nombres de las Plantas (IPNI). Real Jardín Botánico de Kew, Herbario de la Universidad de Harvard y Herbario nacional Australiano (eds.).
- Wikispecies tiene un artículo sobre Edward Looman Reed.

- Datos: Q5820002
- Especies: Edward Looman Reed

1. ↑  Todos los géneros y especies descritos por este autor en IPNI.